# Ryōzen-jinja
Le Ryōzen-jinja (霊山神社) est un sanctuaire shinto situé à Date dans la préfecture de Fukushima au Japon. Ses principaux festivals se tiennent tous les 22 avril et 10 octobre. Il est fondé en 1881 et est consacré aux kamis de Kitabatake Chikafusa, Kitabatake Akiie, Kitabatake Akinobu et Kitabatake Morichika. C'est l'un des quinze sanctuaires de la restauration de Kenmu.